# 枫岭头站
枫岭头站位于江西省上饶市枫岭头镇，是沪昆铁路的一座火车站，为四等站，由南昌铁路局上饶车务段管理。目前该车站不办理客运业务，货运仅办理华信化工专用线的货运作业和军事运输。车站建于1935年，并于1970年进行扩建，设有4条股道:142。
枫岭头站站房建于1960年代，于2005年进行了重建，现用作车站职工宿舍。车站设有通往87392、32268和38572部队的专用线:172，为“军路共建安全文明标准站”:287-289。其中87392专用线长5.6公里，于1950年开工；32268部队仓库专用线长1.7公里，于1951年开工；38572专用线长0.42公里，于1951年开工。三条专用线均于1953年底投入使用:137。

## 事故
2004年2月7日，一辆农用柴油汽车在枫岭头站与正在进行调车作业的货物列车相撞，导致货物列车脱离轨道，农用汽车被撞到100多米远，线路中断3小时。